# Arbeit nervt
Arbeit nervt ist das vierte und am 17. Oktober 2008 erschienene Studioalbum der Hamburger Hip-Hop und Electropunk-Formation Deichkind. Auf der Disk ist das Logo der Dead Kennedys abgebildet.

## Titelliste
| Nr. | Titel                   | Länge |
| --- | ----------------------- | ----- |
| 1   | Hört ihr die Signale    | 3:54  |
| 2   | Dicker Bauch            | 3:06  |
| 3   | Arbeit nervt            | 3:18  |
| 4   | Ich und mein Computer   | 3:24  |
| 5   | 23 Dohlen               | 4:17  |
| 6   | Luftbahn                | 4:20  |
| 7   | Metro                   | 3:45  |
| 8   | Klötersound (Skit)      | 0:33  |
| 9   | Gut dabei               | 3:27  |
| 10  | Im Raucherzimmer (Skit) | 1:37  |
| 11  | Travelpussy             | 2:47  |
| 12  | Hoverkraft              | 4:12  |
| 13  | Komm rüber              | 3:38  |
| 14  | Urlaub vom Urlaub       | 4:07  |

## Hintergrund
Das Album wurde nach dem Ausscheiden von Buddy Buxbaum aufgenommen. An seine Stelle trat Sascha Reimann, auch bekannt unter dem Namen Ferris MC in Erscheinung. Bei Deichkind tritt er als Ferris Hilton auf. Im Gegensatz zu den vorigen Alben wurden in diesem Fall Elemente aus anderen Songs verwendet. Dazu zählen Rock And Roll Part 2 von Gary Glitter, dessen Rhythmus unverkennbar auf Deichkinds Gut dabei zu hören ist, wobei die Melodie der Strophen auf Paranoid von Black Sabbath beruht. Mr. Roboto von Styx diente als melodische Vorlage für die dritte Strophe des Titelliedes Arbeit nervt. Luftbahn hat durch das gesungene Wort „Schwerelos“ deutliche Spuren von Peter Schillings Major Tom.

## Rezeption
Die Kritik von Matthias Manthe von laut.de hebt hervor, dass Deichkind mit dieser Platte „natürlich offenen Auges in die Sackgasse“ steuert. Deichkind bekam daraufhin eine Wertung von 6/10.

## Chartplatzierungen
| ChartsChartplatzierungen | Höchstplatzierung | Wochen |
| ------------------------ | ----------------- | ------ |
| Deutschland (GfK)        | 13 (10 Wo.)       | 10     |
| Österreich (Ö3)          | 30 (9 Wo.)        | 9      |
| Schweiz (IFPI)           | 80 (1 Wo.)        | 1      |